# 胡鑒
胡鑒（？—？），福建长汀人，清朝政治人物。进士出身。
同治六年署，擔任廣東廣州府永安縣知縣（現紫金縣知縣）。后由齊聖時接任。